# 蔺河乡
蔺河乡是中国陕西省安康市岚皋县下辖的一个乡。

## 行政区划
蔺河乡下辖以下行政区：
蔺河村、光明村、草垭村、大湾村、立新村、蒋家关村、棋盘村、中坝村、和平村、茶园村